# 南圣瓦伦廷
南圣瓦伦廷是巴西南大河州的一个市镇。总面积92.24平方公里，总人口2271人，人口密度24.6人/平方公里。